# Synagoge (Niederwerrn)

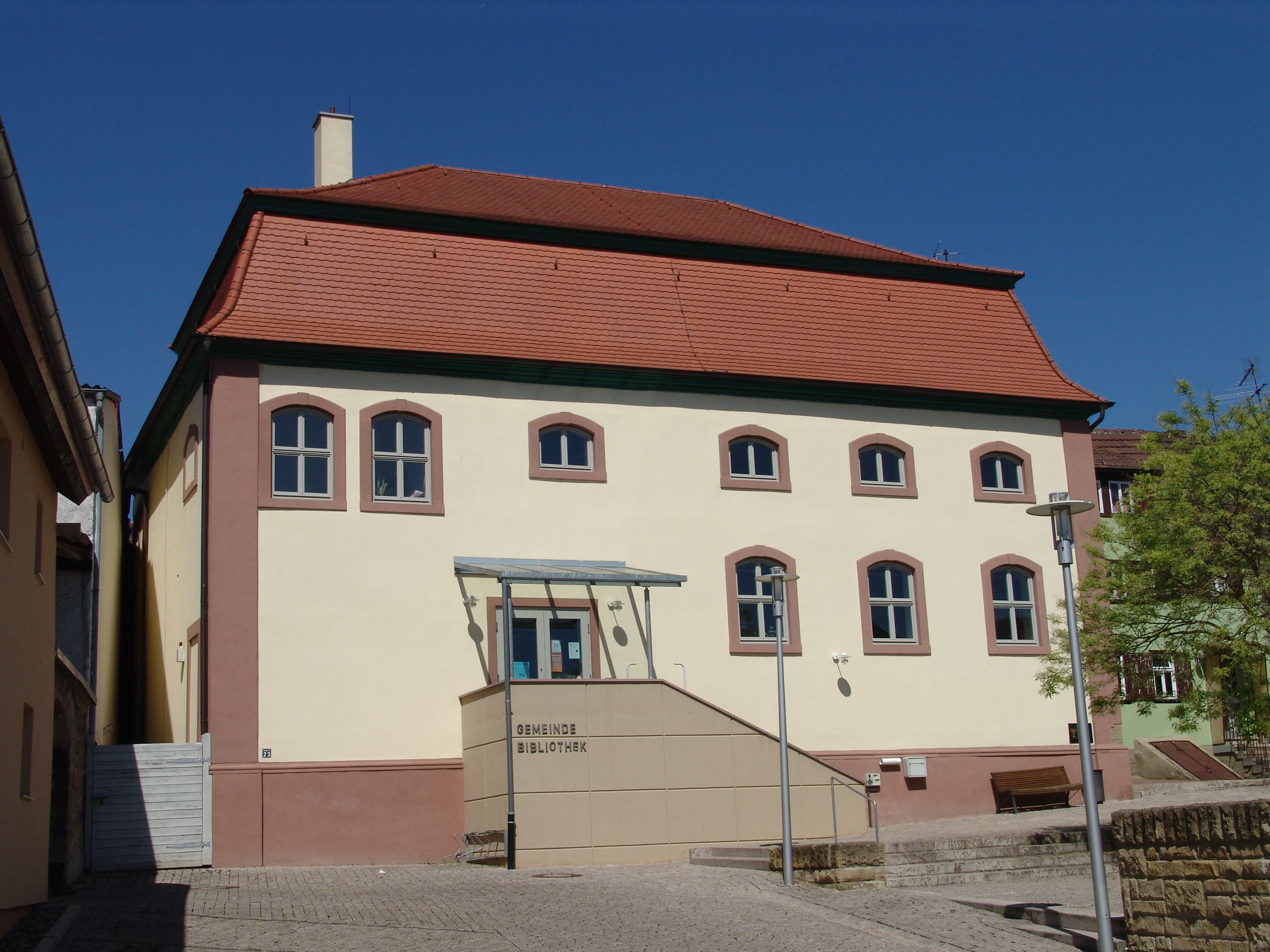
Ehemalige Synagoge in Niederwerrn

Die Synagoge in Niederwerrn, einer Gemeinde im unterfränkischen Landkreis Schweinfurt, wurde 1786 errichtet. Die profanierte Synagoge an der Schweinfurter Straße 23 ist ein geschütztes Baudenkmal.

## Geschichte
Dank der Unterstützung des Bankiers Löb Kent, der aus Niederwerrn stammte, konnte ein repräsentativer Bau errichtet werden. Das Synagogengebäude wurde 1885 umgestaltet und 1913 instand gesetzt.
Beim Novemberpogrom 1938 wurde das Gebäude angezündet und brannte aus. Die politische Gemeinde kaufte wenig später die Synagoge sowie das jüdische Schul- und Gemeindehaus. 
Im Jahr 1958 wurde die ehemalige Synagoge zu einem Kino umgebaut. Bis 1987 diente sie als Lagerhalle einer Fabrik und als Schulungsraum der Handwerkskammer. 1999 bis 2000 wurde das Synagogengebäude zur Gemeindebücherei umgebaut und am 19. Januar 2001 eröffnet.
Der zweigeschossige traufständige Mansard-Walmdachbau mit Stichbogenfenstern besitzt einen Eckstein mit der hebräischen Jahreszahl 5546 (1785/86).